# Турпак, Виктор Иванович
Виктор Иванович Турпак (16 февраля 1944, Киев, Украинская ССР — 18 апреля 1998, Львов, Украина) — советский футболист, вратарь. Мастер спорта СССР с 1969. Обладатель Кубка СССР 1969 года в составе львовских «Карпат».

## Футбольная биография

### Карьера игрока
Первой командой мастеров Виктора Турпака стало хмельницкое «Динамо». Благодаря уверенной игре вратаря в Хмельницком на него обратили внимание селекционеры львовских «Карпат». Когда в конце провального сезона 1966 года (14-е место среди 18 команд) руководство львовского клуба взяло курс на омоложение команды, среди новичков, которые отозвались на приглашение тренера «Карпат» Евгения Лемешка, оказался и Виктор Турпак. Дебют Виктора в основном составе «Карпат» состоялся 2 апреля 1967 года в матче против калининской «Волги». Во время победного для львовян розыгрыша Кубка СССР 1969 года Турпак был основным вратарём команды. Всего за три сезона провёл в высшей лиге чемпионата СССР 59 матчей. Остаток карьеры выступал в клубах первой и второй лиг. В 1974 году, выступая за николаевский «Судостроитель», стал чемпионом УССР и по итогам сезона включён в число «22 лучших футболистов второй лиги».

## Смерть
В 90-х годах у Виктора Ивановича началась тяжёлая болезнь — гангрена. Врачам пришлось ампутировать одну ногу, но это не помогло. Умер 18 апреля 1998 года во Львове, похоронен там же.